# 순종 (고려)
순종(順宗, 1048년 1월 3일 (1047년 음력 12월 9일), 율리우스력 1047년 12월 28일 ~ 1083년 12월 11일 (음력 10월 23일), 율리우스력 12월 5일)은 고려 제12대 국왕(재위: 1083년 9월 8일 (음력 7월 18일), 율리우스력 9월 2일 ~ 12월 11일 (음력 10월 23일), 율리우스력 12월 5일)이다. 왕태자 책봉 교서에 따르면 순종은 숙성한 용모와 자태 뛰어났다고 한다.
휘는 훈(勳), 초명은 휴(烋), 자는 의공(義恭) 또는 의공(義共), 묘호는 순종(順宗), 시호는 영명정헌선혜대왕(英明靖憲宣惠大王), 능호는 성릉(成陵)이다. 문종과 인예태후(仁睿太后) 이씨(李氏)의 아들이다.

## 생애
1047년 12월에 문종의 맏아들로 태어났으며 초명은 휴(烋)였다가 후에 훈(勳)으로 이름을 개명했다. 자는 의공(義恭) 또는 의공(義共)이다.
8세 때인 1054년 2월에 태자에 책봉되었다가 1083년 7월 문종이 죽자 37세의 나이로 고려 제12대 국왕으로 즉위하였다. 그러나 순종은 어려서부터 질환이 있었던데다가 아버지 문종의 죽음을 너무나도 슬퍼한 나머지 심신이 쇠약해져 재위 3개월 만에 승하하였다. 시호는 선혜(宣惠)이며, 능은 성릉(成陵)으로 개성시 개풍군 상도면 풍천리 풍릉동에 있다.

## 가족 관계
| 1047년 12월 28일 (음력 12월 9일) 고려 개경 정궁 | 1083년 12월 5일(음력 10월 23일) (35세) 고려 개경 정궁 치상소 |

|    |                             | 생몰년          | 부모                                              | 비고        |
| -- | --------------------------- | --------------- | ------------------------------------------------- | ----------- |
| 부 | 문종 文宗                   | 1019년 - 1083년 | 현종 顯宗 원혜왕후 김씨 元惠王后 金氏             | 제11대 국왕 |
| 모 | 인예태후 이씨 仁叡太后 李氏 | 미상 - 1092년   | 이자연 李子淵 계림국대부인 김씨 鷄林國大夫人 金氏 |             |

| 시호  | 시호                        | 본관 | 생몰년        | 부모                                          | 비고                                                               |
| ----- | --------------------------- | ---- | ------------- | --------------------------------------------- | ------------------------------------------------------------------ |
| 제1비 | 정의왕후 왕씨 貞懿王后 王氏 | 개성 | 미상          | 정간왕 靖簡王 미상                            | 현종의 손녀                                                        |
| 제2비 | 선희왕후 김씨 宣禧王后 金氏 | 경주 | 미상 - 1126년 | 김양검 金良儉 미상                            | 문종에 의해 쫓겨남                                                 |
| 후궁  | 장경궁주 이씨 長慶宮主 李氏 | 인주 | 미상          | 이호 李顥 통의국대부인 김씨 通義國大夫人 金氏 | 이자연의 손녀이자 이자겸의 누이로 순종 사후 궁노와 간통하여 폐비됨 |

## 같이 보기
- 고려

1. ↑  고려사 문종 8년 음력 2월 9일, 율리우스력 3월 20일